# Seznam postav Odkazu Dračích jezdců
Toto je seznam postav z knihy Odkaz Dračích jezdců amerického spisovatele Christophera Paoliniho.

## Draci
- Agaravel
- Belgabad – divoký drak, největší drak v době pádu jezdců, pomohl v bitvě proti Galbatorixovi na Vroengardu, ale byl zabit, jeho kostra je 80 stop dlouhá a patnáct stop široká, Galbatorix si z jeho křídla udělal plášť a rukavice
- Juga
- Vervada – matka Safiry, divoká dračice
- Iormúngr – otec Safiry, měl jezdce
- Hírador
- Frundor – přemohl obřího mořského hada
- Galzra
- Briam
- Silák Ohen
- Reroan
- Gretiem
- Roslarb
- BId'Darm – první drak jezdce, jeho jezdec byl elf Eragon (jiný než hlavní postava)
- Ingothold
- Jura
- Vanilor
- Eridor
- Miremel
- Ofeila
- Lenora
- Fírnen – Aryin zelený drak
- Glaedr – Oromisův zlatý drak, chybí mu polovina levé přední nohy – useknuta mečem nepřítele
- Jarnunvösk – Galbatorixova dračice
- Safira
  1. Eragonova modrá dračice
  2. Bromova dračice, zabitá Morzanem
- Šruikan – Galbatorixův druhý drak, násilím vzatý
- Trn – červený drak, který se v Eldestu vylíhl Murtaghovi
- Umaroth – Vraelův bílý drak, který mluví za ostatní Eldunarí v Kuthianově skále v Pevnosti duší
- Valdr – jeho Eldunarí pomáhá Eragonovi zabít Galbatorixe – v překladu ze Starověkého jazyka to znamená vládce

## Elfové
- Arya – elfská princezna, strážkyňe Safiřina vejce, dračí jezdec, královna elfů
- Blödhgarm – elf čaroděj, velitel elfů doprovázejících Eragona
- Dellanir – elfská královna, předchůdkyně Evandara
- Evandar – elfský král, otec Arye
- Fäolin – Aryin společník, zabit v prologu Eragona Durzou
- Glenwing – Aryin společník, uměl mluvit s ptáky. Zabit v prologu Eragona Durzou.
- Iduna – elfská strážkyně
- Ildrid – matka Blödhgarma
- Islanzadí – elfská královna, matka Aryi
- Laetri – elf, který přežil souboj se Stínem
- Lifaen – elf doprovázející Eragona
- Narí – elf doprovázející Eragona
- Rhunön – elfka, která ukovává meče Jezdců, a která objevila zářocel
- Ceranthor – dávný elfský král
- Däthedr – šlechtic, rádce královny Islanzadí
- Linnëa – původně elfka, která vrostla do stromu Menoa
- Nëya – elfská strážkyně
- Vanir – elfský šermíř
- Wyrden – elf z družiny Blödhgarma,má za úkol střežit Eragona a Safiru;umírá pod Dras Leonou

## Jezdci
- Arya – elfka, princezna, dcera elfské královny Islanzadí. Působí ve službách královny, jako velvyslankyně. Byla ochráncem Safiřina vejce, později Jezdec.
- Brom – jeden z Dračích Jezdců, učil Eragona základy magie a válečnictví, byl zabit ra'zakem, Eragonův pravý otec
- Eragon – hlavní postava tetralogie. Eragonovi je sedmnáct let, žije na farmě se svým strýčkem Gerem a bratrancem Rorarem. O svých rodičích téměř nic neví. V dračích horách našel modrý kámen ze kterého se vylíhla dračice Safira
- Eragon (elf) – první dračí Jezdec
- Galbatorix – člověk, který se narodil před několika staletími v provincii Inzilbêth, v deseti letech se mu vylíhla dračice Jarnunvösk a absolvoval výcvik Jezdců. Jeho schopnosti byly na velmi vysoké úrovni. Po výcviku vyrazil se dvěma přáteli na sever. Ve spánku byli přepadeni urgaly, oba jeho přátelé i jejich draci byli zavražděni a stejně i Galbatorixova dračice Jarnunvösk. Žádost o nového draka Jezdci odmítli. Galbatorix je začal obviňovat ze smrti své dračice. S pomocí Morzana ukradl černé dračí mládě. Galbatorix zasvětil Morzana do temného učení a až jeho nový drak Šruikan vyrostl začali pronásledovat a vraždit jezdce. Dvanáct Jezdců se v touze po moci a napravení křivd ke Galbatorixovi přidalo a spolu s Morazanem tak utvořili třináct Křivopřísežníků. Když Galbatorix zabil i vůdce Jezdců, Vraela, prohlásil se králem celé Alagäesie
- Irnstad – Jezdec, který přežil souboj se Stínem
- Morzan – Galbatorixův sluha, Murtaghův otec, zabit Bromem
- Murtagh – Eragonův nevlastní bratr, unesen Dvojčaty do Uru’Baenu, kde byl přinucen přísahat věrnost Galbatorixovi ve starověkém jazyce. U krále se mu vylíhnul červený drak Trn
- Oromis – Zdravý mrzák – Truchlící mudrc, Eragonův učitel v Ellesméře
- Vrael – člověk, vůdce Jezdců v době jejich zániku
- Formora – Křivopřísežnice a elfka
- Kialandí – Křivopřísežník a elf
- Thuviel – svou smrtí přinesl na Vroengard zlo a zkázu a otrávil zde vzduch, byl proti Galbatorixovi, elf
- Kuthian – jeden z prvních Jezdců na Vroengradu
- Anurin – vůdce Dračích Jezdců před Vraelem

## Kočkodlaci
- Maud – kočkodlačice
- Solembum – kočkodlak žijící s Angelou bylinkářkou
- Grimmr Půltlapa – král (velitel) kočkodlaků, zvolen lidem
- Žlutook – kočkodlak, zástupce své rasy, jehož místo je vedle Nasuadina trůnu
- Lovkyně stínů – družka krále Grimmra Půltlapy

## Lidé

### Carvahall
- Albriech – starší z Horstových synů
- Baldor – druhý z Horstových synů
- Birgit – manželka Quimbyho
- Byrda – obyvatel Carvahallu, zavražděn Slounem
- Brom – Carvahallský vypravěč a bard,cestoval s Eragonem,je jezdec, v bitvě o Dorü Areabu byla zabita jeho dračice Safira, zabit ra'zaky
- Elain – Horstova žena
- Fisk – tesař z Carvahallu
- Gedrik – koželuh z Carvahallu
- Gero – Eragonův strýc, Roranův otec
- Gertruda – ošetřovatelka z Carvahallu
- Horst – kovář z Carvahallu
- Ismira – manželka Slouna
- Kadok – Eragonův děd, Eragon po něm pojmenoval koně
- Katrina – Roranova snoubenka, dcera Slouna
- Loring – obyvatel Carvahallu
- Mandel – mladík z Carvahallu
- Mariana – Gerova žena
- Morn – hostinský v Carvahallu
- Nolfavrell – mladík z Carvahallu, syn Birgit
- Roran – Gerův syn, Eragonův bratranec
- Sloun – otec Katriny, řezník a zrádce
- Quimby – manžel Birgit a otec Nolfavrella, sežraný ra´zaky

### Surda
- Irwin – ministerský předseda Surdy
- Orrin – král v Surdě

### Vardenové
- Ažihad – vůdce Vardenů
- Deynor – vůdce Vardenů, Ažihadův předchůdce
- Dvojčata – Ažihadovi strážci, kouzelníci, zrádci
- Elva – vardenský sirotek, dokáže vycítit bolest kolem sebe a lidské slabiny
- Elesari – členka Rady starších
- Falberd – člen Rady starších
- Farika – služebná Nasuady
- Fredrik – vardenský bojovník
- Jarša – poslíček u Vardenů
- Jörmundur – poradce Ažihada (později Nasuady), člen Rady starších
- Nasuada – Ažihadova dcera, později vůdkyně Vardenů
- Karn – kouzelník Vardenů, který se spřátelil s Roranem, a který zemřel při dobývání Aroughs

### Ostatní
- Angela – bylinkářka, čarodějnice
- Dempton – mlynář z Therinsfordu
- Clovis – majitel obchodních člunů
- Haberth – obchodník s koňmi v Therinsdorfu
- Helena – Jeodova žena
- Heslant – mnich, autor knihy o dějinách Alagäesie
- Jeod Tyčka – Bromův přítel, obchodník z Teirmu, pomohl Roranovi v Teirmu ukrást loď
- Murtag – vyvrhel království, hledán královstvím, zachránil Eragona před ra'zaky, zachránil Eragona z Gil'Eadu
- Selena – Eragonova a Murthagova matka
- Haeg – čeronokněžník, Durzův učitel

## Stínové
- Durza – Stín, kterého zabil Eragon. Před tím se jmenoval Carsaib
- Varaug – Stín, kterého zabila Arya

## Trpaslící
- Gannel – vůdce klanu Dûrgrimst Quan
- Helzvog – bůh trpaslíků
- Hrothgar – král trpaslíků, člen klanu Dûrgrimst Igeitum (kovodělníci a kováři)
- Hvedra – snoubenka Orika
- Korgan – praotec trpaslíků
- Orik – Eragonův přítel, nevlastní syn Hrothgara, král trpaslíků
- Hadfala – vůdkyně klanu Dûrgrimst Ebardac
- Ûndin – vůdce klanu Dûrgrimst Ragni Hefthyn
- Gáldhiem – vůdce klanu Dûrgrimst Feldûnost
- Nado – vůdce klanu Dûrgrimst Knurlcarathn
- Manndrâth – vůdce klanu Dûrgrimst Ledwonnû
- Thordis – vůdce klanu Dûrgrimst Nagra
- Freowin – vůdce klanu Dûrgrimst Gedthrall
- Havard – vůdce klanu Dûrgrimst Fanghur
- Hreidamar – vůdce klanu Dûrgrimst Urzhad
- Íorûnn – vůdkyně klanu Dûrgrimst Vrenšrrgn
- Vermûnd – vůdce klanu Dûrgrimst Az Sweldn rak Anhûin
- Dóndar – desátý král trpaslíků
- Glûmra
- Hûndfast – Eragonův překladatel mezi trpaslíky
- Korgan – praotec trpaslíků
- Thorv – trpaslík, který doprovázel Eragona
- Thrifk – otec Orika

### Trpasličí bohové
- Gûntera – nejvyšší bůh trpaslíků, Král bohů. Je to učenec a válečník, je náladový, a proto v dny slunovratů, před setbou, při narozeních a úmrtích pálí trpaslíci oběti, aby si zajistili jeho přízeň. Trpaslíci se k němu modlí před bitvou, protože on stvořil Alagäesii z kostí obra. Gûntera dává světu řád. Bůh se narodil za úsvitu hvězd ve své konečné podobě vlka. Bojoval s nestvůrami a obry, aby pro své příbuzenstvo získal Alagäesii. Vzal si bohyni řek a moří Kílf. Poté co Helzvog stvořil trpaslíky, stvořil Gûntera elfy, aby vládli Alagäesii
- Helzvog – bůh trpaslíků. Vycítil, že má být po zabití obrů Alagäesie zalidněna a tak z kamene vytvořil trpaslíky
- Morgothal – bůh ohně, bratr Urûra. Bratři se navzájem milovali tak moc, že ani jeden bez toho druhého nemohl žít, proto se v noci objevují na nebi jiskry z jeho paláce. Poté co Helzvog stvořil trpaslíky, se spojil se svým bratrem a vytvořili draky
- Sindri – matka země, bohyně trpaslíků. Poté co Helzvog stvořil trpaslíky, stvořila z hlíny lidi
- Urûr – bůh vzduchu a nebe, bratr Morgothala. Bratři se navzájem milovali tak moc, že ani jeden bez toho druhého nemohl žít. Poté co Helzvog stvořil trpaslíky, se spojil se svým bratrem a vytvořili draky
- Kílf – bohyně řek a moří. V dlaních drží leknín a korál

### Trpasličí klany
- Dûrgrimst Ingentium
- Dûrgrimst Vrenšrrgn
- Dûrgrimst Gedthrall
- Dûrgrimst Ledwonnû
- Dûrgrimst Nagra
- Dûrgrimst Quan
- Dûrgrimst Knurlcarathn
- Dûrgrimst Ragni Hefthyn
- Dûrgrimst Ebardac
- Dûrgrimst Fanghur
- Dûrgrimst Feldûnost
- Dûrgrimst Az Sweldn rak Anhûin
- Dûrgrimst Urzhad

## Urgalové
Urgalové jsou vysocí asi tři metry, tělo mají jako lidské, ale samci mají na hlavě mohutné beraní rohy. Jsou to zdatní bojovníci a jejich mohutné svalnaté tělo spolu s rohy vyvolává hrůzu. Největší a nejnebezpečnější z nich si říkají Kullové a tvoří elitní jednotky urgalské armády. Urgalské ženy pravděpodobně rohy nemají.
V příběhu jsou urgalové nejprve bojovníky přinucenými bojovat na straně zlého krále Galbatorixe, kteří plení a zabíjejí, ale ve druhém díle se přidají k povstalcům. Nejdůležitější urgalskou postavou v příběhu je Kull Nar Garzhvog, se kterým se spřátelí Eragon. Urgalové v příběhu pohází z Dračích hor, hor nacházejících se na západě Alagaësie.
- Nar Garzhvog – vůdce urgalů, Kull
- Herndall – matky, vládkyně urgalů
- Skgahgrezh – Garzhvogův pokrevní bratr
- Rahna – pramatka urgalů
- Yarbog – urgal z Roranovy jednotky, který ho vyzval na souboj, je členem kmenu Bolveků
- Nar Tulkhq – vedl armádu urgalů proti Galbatorixovu vojsku, která v bitvě ve Stavarosku porazila více než polovinu tehdejšího Galbatorixova vojska
- šaman Dazhgra – urgalský kouzelník z Roranovy jednotky, je v kouzlech mocnější než kouzelník Karn, ale neumí tolik kouzel

## Zvířata

### Koně
- Sněžný blesk – Bromův kůň, později Eragonův.
- Brugh – Gerův kůň
- Birka – Gerův kůň
- Tornak – Murtagh
- Kadok – Eragonův kůň
- Folkvír – Eragonův kůň u elfů
- Gildintor – bájný kůň
- Rváč – Nasuadin kůň

### Ptáci
- bílý havran Blagden královny Islanzadí
- sundavrblaka – třepotavé stíny (strašidelní ptáci z ostrova Vroengard)
- lethrblaka – netopýr, oř ra´zaků (doslova kožené křídlo)

### Další zvířata
- fanghur – malé zvíře podobné drakům, žijící v Beorských horách
- feldûnost – zvíře z Beorských hor podobné koze, používané trpaslíky jako kůň
- Nydval – zvíře podobné drakovi,v příběhu málem zabije Safiru,Eragona a Glaedra(až po té co Gleidrovo fyzické tělo umírá)
- vrtonožka – bílá larva, která se živí lidským masem. Vyskočí do vzduchu, a po dopadu se rozdělí na mnoho malých zelených žížal. Žijí na Vroengardu a v pouši Hadarak

## Názvy zbraní

### Meče Dračích Jezdců
- Zar´roc – Meč vykovaný pro Morzana. Je rudě červený. Morzanovi ho ukradl Brom, ten ho předal Eragonovi, a tomu ho sebral Murtagh
- Brisingr – Meč vykovaný ze zářocele, která byla pod stromem Menoa. Byl vykován pro Eragona. Je safírově modrý. Po tom co Eragon vysloví jeho jméno, začne meč hořet
- Naegling – Meč vykovaný pro Oromise. Je zlatý
- Islingr/Vrangr – Meč vykovaný pro Vrela. Je bílý. Vraelovi ho ukradl Galbatorix. Ten ho přejmenoval z Islingr (Rozjasňovač) na Vrangr (Křivák)
- Undbitr – Meč vykovaný pro Broma. Je safírově modrý. Brom o meč přišel během pádu Jezdců
- Támerlein – Meč byl vykován pro elfa Arvu. je sytě zelený. Po úpravě kovářkou Rhunön patří Arye
- Arvindr – Meč je ve městě Nädindel

### Jiné zbraně
- Dauthdaert Nírnen (orchidej) – zmocnil se ho rod Waldgráfů z města Belatona. Arya s ním zabila Šruikana
- dýka Albitr (Umíráček) – patří Angele
- falchion – trpasličí zbraň
- flamberg – zbraň
- hûthvír – zbraň se dvěma čepelemi, používaná klanem Dûrgrimst Quan. Jeden vlastní i bylinkářka Angela, který získala, když porazila jednoho z kněžích v hádankové soutěži

## Jezdci přímo vyskytující se v ODJ
| Jméno jezdce | Jméno Draka                          | Pohlaví jezdce | Pohlaví draka | Rasa Jezdce | Barva draka                              | Název meče                                               |
| ------------ | ------------------------------------ | -------------- | ------------- | ----------- | ---------------------------------------- | -------------------------------------------------------- |
| Oromis†¹     | Glaedr†³                             | Muž            | Samec         | Elf         | Zlatá                                    | Naegling                                                 |
| Galbatorix†¹ | Šruikan†¹ 1. Jarnunvösk†²            | Muž            | Samec/Samice  | Člověk      | Černá 1. Ví se pouze to, že nebyla černá | Vrangr (známí dříve jako Islingr), 1. název meče neznámý |
| Eragon       | Safira                               | Muž            | Samice        | Člověk      | Safírově modrá                           | Zar´roc, Brisingr                                        |
| Brom†¹       | Safira†²                             | Muž            | Samice        | Člověk      | Safírově modrá                           | Undbitr, Zar´roc                                         |
| Murtagh      | Trn                                  | Muž            | Samec         | Člověk      | Rudá                                     | Zar´roc                                                  |
| Morzan†²     | kvůli tzv. „vymazání jmen“ neznámé†² | Muž            | Samec         | Člověk      | Rudá                                     | Zar´roc                                                  |
| Arya         | Fírnen                               | Žena           | Samec         | Elf         | Zelená                                   | Támerlein                                                |
| Vrael†²      | Umaroth†³                            | Muž            | Samec         | Člověk      | Bílá                                     | Islingr                                                  |

Legenda: 
- †¹ Ten, který během děje příběhu zemře.
- †² Ten, který zemřel před začátkem příběhu.
- †³ Drak, který zemřel fyzicky, ale jeho duch žije v Eldunarí.